# Elaeagnus elongatus
Elaeagnus elongatus — вид квіткових рослин з родини маслинкових (Elaeagnaceae). Поширення: Камбоджа, Лаос, Таїланд.

## Середовище
Вид зустрічається в горбистих вічнозелених лісах та нижньогірських вічнозелених лісах, на висоті 500–1300 м.

## Біоморфологічна характеристика
Вічнозелена дерев'яниста витка рослина, іноді прямовисна, до 13 метрів заввишки. Молоді гілки зі щільними лусками, старі гілки чорнуваті, голі, з колючками. Листя чергове, черешкове; черешок 6–9 мм завдовжки, густо сріблясто-коричневий лускатий; пластина від еліптичної до яйцеподібно-еліптичної, (2.4)3.2–10 × (1.1)1.5–4.2 см, верхівка від гострої до загостреної, основа закруглена до гострої, край цілокраї, зверху рідко сріблясто-коричнево лускатий, знизу густо жовтувато-білолускатий або темно-коричнево лускатий, середня жилка зверху запала, знизу помітна; вторинні жилки 4–6 пар, під кутом 55–60° від середньої жилки, злегка виступаючі на обох поверхнях у сухому стані, третинні жилки сітчасті, зверху помітні та чіткі у сухому стані, знизу непомітні. Квіти двостатеві, пазушні, 1–3. Кістянки еліпсоїдної форми, 1.4–1.9 см завдовжки, 0.6–0.8 см у діаметрі, у сухому стані іржаво-лускаті. Насінина по одному в кістянці, еліпсоїдна, 1.3–1.9 см завдовжки й 0.5–0.6 см у діаметрі, дуже злегка 6-ребриста. Квітучі зразки збирали у лютому, серпні, жовтні та грудні, а плодоносні – у лютому, березні та серпні.